# 瑞典南極遠征
瑞典南極遠征（瑞典語：Första svenska Antarktisexpeditionen）是於1901年至1904年由奧托·努登舍爾德和卡爾·安東·拉森所率領的瑞典遠征行動。

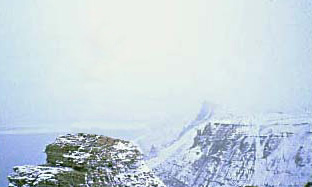
1999年1月，斯諾希爾島

## 背景
瑞典地質學家暨地理學家奧托·努登舍爾德組織並領導這次南極半島遠征，卡爾·安東·拉森為南極號船長，且有7名科學家及16名船員同行。1901年10月16日，南極號離開哥特堡，前往南極。
儘管航海過程艱辛且結局並不理想，但仍被視為是一次成功的科學行動。他們探索了許多地方，像是：葛拉漢地東部、渴望角、詹姆斯羅斯島、茹安維爾島和帕默群島等。此次遠征也收集了珍貴的地理和海洋生物樣本，使奧托·努登舍爾德獲得了崇高的名聲，但也造成他負債累累。
兩座島嶼分別和此次遠征有密切關係。一是斯諾希爾島，諾登斯基爾德和五名夥伴在島上度過了兩年冬天。另一座是保萊特島，1903年2月至1903年11月，因南極號沉沒而受困之處。

## 斯諾希爾島
1901年，在前往斯諾希爾島的途中，諾登斯基爾德先經過阿根廷布宜諾斯艾利斯，獲得阿根廷政府資助補給品和其他援助，包括年輕的阿根廷中尉何塞·瑪麗亞·索布拉爾。索布拉爾和藝術家法蘭克·威爾伯特·斯托克斯與諾登斯基爾德在斯諾希爾島度過了兩年時光，索布拉爾成為第一位在南極洲過冬的人。也許是因為這位阿根廷中尉的緣故，阿根廷政府後來於1903年派出烏拉圭號援救所有落難的遠征隊員。

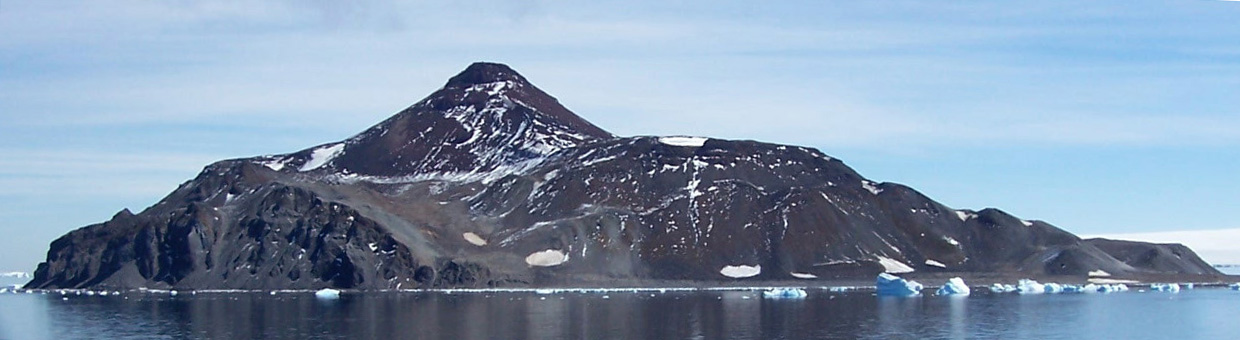
2004年12月，保萊特島

## 保萊特島
在船撞上浮冰漂流25英里沉沒後，20名隊員乘救生艇登上此島，並搭建了雙層厚的石棚屋避難，該棚屋至今仍佇立於該地。除了僅存的船上補給品外，它們也獵殺企鵝與獲取鳥蛋維生。

## 延伸閱讀
- 奧托·努登舍爾德 Antarctica: or, Two years amongst the ice of the South Pole (Macmillan.  1905)

## 外部連結
- Antarctic Swedish Antarctic Expedition 1901 - 1904
- Nordenskjöld's Antarctic Expedition （页面存档备份，存于）
- Map of the area explored by the expedition （页面存档备份，存于）
- 2002 revisit the sites of the 1902 Expedition （页面存档备份，存于）